# 20333 Johannhuth
20333 Johannhuth è un asteroide della fascia principale. Scoperto nel 1998, presenta un'orbita caratterizzata da un semiasse maggiore pari a 2,2800640 UA e da un'eccentricità di 0,1163757, inclinata di 3,95156° rispetto all'eclittica.